# Bombardier Dash 8
Bombardier Dash 8 ali Q-Series, v preteklosti znan kot de Havilland Canada Dash 8 ali DHC-8, je družina dvomotornih turbopropelerskih regionalnih potniških letal s srednjim dosegom. Sprva jih je izdelovalo podjetje de Havilland Canada (DHC), potem pa Bombardier Aerospace. Izdelali so več kot 1000 Dash 8 letal
Dash 8 je bil razvit iz de Havilland Canada Dash 7, ki je imel zelo dobre STOL sposobnosti. Pri Dash 8 ni bilo toliko poudarka na STOL, ampak na potovalni hitrosti in manjših stroške uporabe, kar se je na koncu izkazalo za zelo uspešno. Vendar lahko tudi Dash 8 operira s krajših stez.  Zmanjšali so število motorjev od 4 pri Dash 7 na samo 2 in sicer Pratt & Whitney Canada PW100. Letalo so dobavili v štirih serijah:
- Serija 100 ima največ 39 sedežev
- Serija 200 tudi 39 sedežev, vendar močnješe motorje
- Serija 300 je podaljšan s 50 sedežimi
- Serija 400 je še bolj podaljšan in ima 78 sedežev

Modeli, dobavljeni po letu 1997 z oznako "Q" , imajo nižji hrup v potniški kabini. Leta 2005 so preklicali proizvodnjo Series 100, leta 2009 pa Q200 in Q300. Bombardier razmišlja o podaljšanju letala Q400 v verzijo Q400X, prav tako kakor francosko-italijanski ATR, ki hoče narediti prvi 100-sedežni turboprop. Oktobra 2012 so oznanili sodelovanje z južnokorejskim  Korea Aerospace Industries za razvoj 90 sedežnega letala.
Dash 8 ima sorazmerno nizke stroške uporabe v primerjavi z drugimi regonalnimi letali, posebej reaktivci.

## Tehnične specifikacije
|                                            | Series 100                    | Series 200                    | Series 300                    | Series 400                    |
| ------------------------------------------ | ----------------------------- | ----------------------------- | ----------------------------- | ----------------------------- |
| Cena (US$)                                 | $12,5 milijonov               | $13 milijonov                 | $17 milijonov                 | $27 milijonov                 |
| Vstop v uporabo                            | 1984                          | 1995                          | 1989                          | 2000                          |
| Dimenzije letala                           |                               |                               |                               |                               |
| Dolžina                                    | 73 ft (22,25 m)               | 73 ft (22,25 m)               | 84 ft 3 in (25,68 m)          | 107 ft 8 in (32,81 m)         |
| Višina                                     | 24 ft 7 in (7,49 m)           | 24 ft 7 in (7,49 m)           | 24 ft 7 in (7,49 m)           | 27 ft 3 in (8,3 m)            |
| Premer trupa                               | 8 ft 10 in (2,69 m)           | 8 ft 10 in (2,69 m)           | 8 ft 10 in (2,69 m)           | 8 ft 10 in (2,69 m)           |
| Maks. širina kabine                        | 8 ft 3 in (2,51 m)            | 8 ft 3 in (2,51 m)            | 8 ft 3 in (2,51 m)            | 8 ft 3 in (2,51 m)            |
| Dolžina kabine                             | 29 ft 10 in (9,1 m)           | 29 ft 10 in (9,1 m)           | 41 ft 4 in (12,6 m)           | 61 ft 8 in (18,8 m)           |
| Razpn kril                                 | 84 ft 11 in (25,89 m)         | 84 ft 11 in (25,89 m)         | 90 ft (27,43 m)               | 93 ft 2 in (28,4 m)           |
| Površina kril                              | 585.55 ft² (54,4 m²)          | 585.55 ft² (54,4 m²)          | 604.93 ft² (56,2 m²)          | 679.20 ft² (63,1 m²)          |
| Specifikacije                              |                               |                               |                               |                               |
| Posadka                                    | 2                             | 2                             | 2                             | 2                             |
| Število stevardes                          | 1                             | 1                             | 1-2                           | 2-3                           |
| Motorji                                    | 2 PW120A/PW121                | 2 PW123C/D                    | 2 PW123B                      | 2 PW150A                      |
| Število sedežev                            | 37 (1 razred)                 | 37 (1 razred)                 | 50 (1 razred)                 | 78 (1 razred)                 |
| Število sedežev v različnih konfuguracijah | 37–39                         | 37–39                         | 50–56                         | 68–86                         |
| Potovalna hitrost                          | 310 mph (500 km/h) 269 vozlov | 334 mph (537 km/h) 290 vozlov | 328 mph (528 km/h) 285 vozlov | 414 mph (667 km/h) 360 vozlov |
| Maks. operativna višina                    | 25 000 ft (7 620 m)           | 25 000 ft (7 620 m)           | 25 000 ft (7 620 m)           | 27 000 ft (8 230 m)           |
| Dolet (tipičen)                            | 1 174 milj (1 889 km)         | 1 065 milj (1 713 km)         | 968 milj (1 558 km)           | 1567 milj (2,522 km)          |
| Dolet (z dodatnimi rezervoraji)            | n/a                           | n/a                           | 1 264 milj (2 034 km)         | n/a                           |
| Vzletna razdalja pri MTOW                  | 2 625 ft (800 m)              | 2 625 ft (800 m)              | 3 865 ft (1 178 m)            | 4 600 ft (1 402 m)            |
| Teže                                       |                               |                               |                               |                               |
| Maks. vzletna teža                         | 36 300 lb (16 470 kg)         | 36 300 lb (16 470 kg)         | 43 000 lb (19 500 kg)         | 64 500 lb (29 260 kg)         |
| Maks. pristajalna teža                     | 34 500 lb (15 650 kg)         | 34 500 lb (15 650 kg)         | 42 000 lb (19 050 kg)         | 61 750 lb (28 010 kg)         |
| Maks. teža brez goriva                     | 32 400 lb (14 700 kg)         | 32 400 lb (14 700 kg)         | 39 500 lb (17 920 kg)         | 57 000 lb (25 850 kg)         |
| Maks. količina goriva                      | 848 US gal (3 210 L)          | 848 US gal (3 210 L)          | 848 US gal (3 210 L)          | 1 748 US gal (6 616 L)        |
| Prazna teža (operativna)                   | 23 111 lb (10 483 kg)         | 23 111 lb (10 483 kg)         | 25 995 lb (11 791 kg)         | 37 886 lb (17 185 kg)         |
| Tišični tovor                              | 7 511 lb (3 407 kg)           | 7 511 lb (3 407 kg)           | 11 327 lb (5 138 kg)          | 19 114 lb (8 670 kg)          |